# Chromakopia: the World Tour
Il Chromakopia: the World Tour è il sesto tour musicale del rapper statunitense Tyler, the Creator, a supporto del suo ottavo e nono album in studio Chromakopia (2024) e Don't Tap the Glass (2025).

## Scaletta
Questa scaletta rappresenta quella del concerto a Oakland del 24 febbraio 2025. Non è, pertanto, rappresentativa per tutti gli spettacoli del tour.
1. St. Chroma
2. Rah Tah Tah
3. Noid
4. Darling, I
5. I Killed You
6. Judge Judy
7. Sticky
8. Take Your Mask Off
9. Tomorrow
10. Igor's Theme
11. Earfquake
12. Thank You
13. I Think
14. Yonkers
15. Tron Cat
16. She
17. Tamale
18. Rusty
19. IFHY
20. Lumberjack
21. I Thought You Wanted to Dance
22. Dogtooth
23. Sorry Not Sorry
24. Deathcamp
25. 2Seater
26. Smuckers
27. Where This Flower Blooms
28. Boredom
29. Who Dat Boy
30. WusYaName
31. Thought I Was Dead
32. That Guy
33. Like Him
34. See You Again
35. New Magic Wand
36. Balloon
37. I Hope You Find Your Way Home

## Date del tour
| Data              | Città                | Stato           | Luogo                         | Artisti d'apertura     |
| Nord America      | Nord America         | Nord America    | Nord America                  | Nord America           |
| ----------------- | -------------------- | --------------- | ----------------------------- | ---------------------- |
| 4 febbraio 2025   | Saint Paul           | Stati Uniti     | Xcel Energy Center            | Lil Yachty Paris Texas |
| 6 febbraio 2025   | Milwaukee            | Stati Uniti     | Fiserv Forum                  | Lil Yachty Paris Texas |
| 8 febbraio 2025   | Kansas City          | Stati Uniti     | T-Mobile Center               | Lil Yachty Paris Texas |
| 11 febbraio 2025  | Denver               | Stati Uniti     | Ball Arena                    | Lil Yachty Paris Texas |
| 14 febbraio 2025  | Los Angeles          | Stati Uniti     | Crypto.com Arena              | Lil Yachty Paris Texas |
| 15 febbraio 2025  | Los Angeles          | Stati Uniti     | Crypto.com Arena              | Lil Yachty Paris Texas |
| 17 febbraio 2025  | Los Angeles          | Stati Uniti     | Crypto.com Arena              | Lil Yachty Paris Texas |
| 18 febbraio 2025  | Los Angeles          | Stati Uniti     | Crypto.com Arena              | Lil Yachty Paris Texas |
| 20 febbraio 2025  | Los Angeles          | Stati Uniti     | Crypto.com Arena              | Lil Yachty Paris Texas |
| 21 febbraio 2025  | Los Angeles          | Stati Uniti     | Crypto.com Arena              | Lil Yachty Paris Texas |
| 23 febbraio 2025  | Sacramento           | Stati Uniti     | Golden 1 Center               | Lil Yachty Paris Texas |
| 24 febbraio 2025  | Oakland              | Stati Uniti     | Oakland Arena                 | Lil Yachty Paris Texas |
| 26 febbraio 2025  | Portland             | Stati Uniti     | Moda Center                   | Lil Yachty Paris Texas |
| 28 febbraio 2025  | Vancouver            | Canada          | Rogers Arena                  | Lil Yachty Paris Texas |
| 2 marzo 2025      | Seattle              | Stati Uniti     | Climate Pledge Arena          | Lil Yachty Paris Texas |
| 3 marzo 2025      | Seattle              | Stati Uniti     | Climate Pledge Arena          | Lil Yachty Paris Texas |
| 5 marzo 2025      | San Francisco        | Stati Uniti     | Chase Center                  | Lil Yachty Paris Texas |
| 7 marzo 2025      | Las Vegas            | Stati Uniti     | MGM Grand Garden Arena        | Lil Yachty Paris Texas |
| 9 marzo 2025      | San Diego            | Stati Uniti     | Pechanga Arena                | Lil Yachty Paris Texas |
| 10 marzo 2025     | San Diego            | Stati Uniti     | Pechanga Arena                | Lil Yachty Paris Texas |
| 12 marzo 2025     | Phoenix              | Stati Uniti     | Footprint Center              | Lil Yachty Paris Texas |
| 15 marzo 2025     | Austin               | Stati Uniti     | Moody Center                  | Lil Yachty Paris Texas |
| 16 marzo 2025     | Austin               | Stati Uniti     | Moody Center                  | Lil Yachty Paris Texas |
| 17 marzo 2025     | Dallas               | Stati Uniti     | American Airlines Center      | Lil Yachty Paris Texas |
| 19 marzo 2025     | Houston              | Stati Uniti     | Toyota Center                 | Lil Yachty Paris Texas |
| 21 marzo 2025     | Atlanta              | Stati Uniti     | State Farm Arena              | Lil Yachty Paris Texas |
| 22 marzo 2025     | Orlando              | Stati Uniti     | Amway Center                  | Paris Texas            |
| 24 marzo 2025     | Miami                | Stati Uniti     | Kaseya Center                 | Paris Texas            |
| 26 marzo 2025     | Charlotte            | Stati Uniti     | Spectrum Center               | Lil Yachty Paris Texas |
| 28 marzo 2025     | Pittsburgh           | Stati Uniti     | PPG Paints Arena              | Lil Yachty Paris Texas |
| 29 marzo 2025     | Columbus             | Stati Uniti     | Scottenstein Center           | Lil Yachty Paris Texas |
| 1º aprile 2025    | Washington           | Stati Uniti     | Capital One Arena             | Lil Yachty Paris Texas |
| Europa            |                      |                 |                               |                        |
| 25 aprile 2025    | Anversa              | Belgio          | Sportpaleis                   | Lil Yachty Paris Texas |
| 27 aprile 2025    | Parigi               | Francia         | Accor Arena                   | Lil Yachty Paris Texas |
| 28 aprile 2025    | Parigi               | Francia         | Accor Arena                   | Lil Yachty Paris Texas |
| 30 aprile 2025    | Assago               | Italia          | Unipol Forum                  | Lil Yachty Paris Texas |
| 1º maggio 2025    | Zurigo               | Svizzera        | Hallenstadion                 | Lil Yachty Paris Texas |
| 2 maggio 2025     | Francoforte sul Meno | Germania        | Festhalle                     | Lil Yachty Paris Texas |
| 4 maggio 2025     | Colonia              | Germania        | Lanxess Arena                 | Lil Yachty Paris Texas |
| 6 maggio 2025     | Oslo                 | Norvegia        | Spektrum Arena                | Lil Yachty Paris Texas |
| 7 maggio 2025     | Copenaghen           | Danimarca       | Royal Arena                   | Lil Yachty Paris Texas |
| 9 maggio 2025     | Praga                | Repubblica Ceca | O2 Arena                      | Lil Yachty Paris Texas |
| 10 maggio 2025    | Cracovia             | Polonia         | Tauron Arena                  | Lil Yachty Paris Texas |
| 12 maggio 2025    | Berlino              | Germania        | Uber Arena                    | Lil Yachty Paris Texas |
| 14 maggio 2025    | Amsterdam            | Paesi Bassi     | Ziggo Dome                    | Lil Yachty Paris Texas |
| 15 maggio 2025    | Amsterdam            | Paesi Bassi     | Ziggo Dome                    | Lil Yachty Paris Texas |
| 17 maggio 2025    | Birmingham           | Regno Unito     | Utilita Arena                 | Lil Yachty Paris Texas |
| 19 maggio 2025    | Londra               | Regno Unito     | O2 Arena                      | Lil Yachty Paris Texas |
| 21 maggio 2025    | Londra               | Regno Unito     | O2 Arena                      | Lil Yachty Paris Texas |
| 22 maggio 2025    | Londra               | Regno Unito     | O2 Arena                      | Lil Yachty Paris Texas |
| 24 maggio 2025    | Dublino              | Irlanda         | 3Arena                        | Lil Yachty Paris Texas |
| 25 maggio 2025    | Dublino              | Irlanda         | 3Arena                        | Lil Yachty Paris Texas |
| 27 maggio 2025    | Manchester           | Regno Unito     | Co-op Live                    | Lil Yachty Paris Texas |
| 28 maggio 2025    | Manchester           | Regno Unito     | Co-op Live                    | Lil Yachty Paris Texas |
| 30 maggio 2025    | Glasgow              | Regno Unito     | OVO Hydro                     | Lil Yachty Paris Texas |
| 31 maggio 2025    | Glasgow              | Regno Unito     | OVO Hydro                     | Lil Yachty Paris Texas |
| Nord America      |                      |                 |                               |                        |
| 27 giugno 2025    | Cincinnati           | Stati Uniti     | Heritage Bank Center          | Lil Yachty Paris Texas |
| 28 giugno 2025    | Cleveland            | Stati Uniti     | Rocket Mortgage FieldHouse    | Lil Yachty Paris Texas |
| 30 giugno 2025    | Chicago              | Stati Uniti     | United Center                 | Lil Yachty Paris Texas |
| 1º luglio 2025    | Chicago              | Stati Uniti     | United Center                 | Lil Yachty Paris Texas |
| 3 luglio 2025     | Detroit              | Stati Uniti     | Little Caesars Arena          | Lil Yachty Paris Texas |
| 5 luglio 2025     | Filadelfia           | Stati Uniti     | Wells Fargo Center            | Lil Yachty Paris Texas |
| 6 luglio 2025     | Filadelfia           | Stati Uniti     | Wells Fargo Center            | Lil Yachty Paris Texas |
| 8 luglio 2025     | Boston               | Stati Uniti     | TD Garden                     | Lil Yachty Paris Texas |
| 9 luglio 2025     | Boston               | Stati Uniti     | TD Garden                     | Lil Yachty Paris Texas |
| 11 luglio 2025    | Baltimora            | Stati Uniti     | CFG Bank Arena                | Lil Yachty Paris Texas |
| 12 luglio 2025    | Raleigh              | Stati Uniti     | Lenovo Center                 | Lil Yachty Paris Texas |
| 14 luglio 2025    | New York             | Stati Uniti     | Madison Square Garden         | Lil Yachty Paris Texas |
| 15 luglio 2025    | New York             | Stati Uniti     | Madison Square Garden         | Lil Yachty Paris Texas |
| 17 luglio 2025    | New York             | Stati Uniti     | Barclays Center               | Lil Yachty Paris Texas |
| 18 luglio 2025    | New York             | Stati Uniti     | Barclays Center               | Lil Yachty Paris Texas |
| 22 luglio 2025    | Montréal             | Canada          | Bell Centre                   | Lil Yachty Paris Texas |
| 24 luglio 2025    | Toronto              | Canada          | Scotiabank Arena              | Lil Yachty Paris Texas |
| 25 luglio 2025    | Toronto              | Canada          | Scotiabank Arena              | Lil Yachty Paris Texas |
| 27 luglio 2025    | Newark               | Stati Uniti     | Prudential Center             | Lil Yachty Paris Texas |
| 28 luglio 2025    | Newark               | Stati Uniti     | Prudential Center             | Lil Yachty Paris Texas |
| Oceania           |                      |                 |                               |                        |
| 18 agosto 2025    | Auckland             | Nuova Zelanda   | Spark Arena                   | Lil Yachty Paris Texas |
| 20 agosto 2025    | Melbourne            | Australia       | Rod Laver Arena               | Lil Yachty Paris Texas |
| 22 agosto 2025    | Melbourne            | Australia       | Rod Laver Arena               | Lil Yachty Paris Texas |
| 23 agosto 2025    | Melbourne            | Australia       | Rod Laver Arena               | Lil Yachty Paris Texas |
| 24 agosto 2025    | Melbourne            | Australia       | Rod Laver Arena               | Lil Yachty Paris Texas |
| 26 agosto 2025    | Sydney               | Australia       | Qudos Bank Arena              | Lil Yachty Paris Texas |
| 27 agosto 2025    | Sydney               | Australia       | Qudos Bank Arena              | Lil Yachty Paris Texas |
| 28 agosto 2025    | Sydney               | Australia       | Qudos Bank Arena              | Lil Yachty Paris Texas |
| 30 agosto 2025    | Brisbane             | Australia       | Brisbane Entertainment Centre | Lil Yachty Paris Texas |
| 31 agosto 2025    | Brisbane             | Australia       | Brisbane Entertainment Centre | Lil Yachty Paris Texas |
| 4 settembre 2025  | Perth                | Australia       | RAC Arena                     | Lil Yachty Paris Texas |
| 5 settembre 2025  | Perth                | Australia       | RAC Arena                     | Lil Yachty Paris Texas |
| Asia              |                      |                 |                               |                        |
| 9 settembre 2025  | Tokyo                | Giappone        | Ariake Arena                  | Paris Texas            |
| 10 settembre 2025 | Tokyo                | Giappone        | Ariake Arena                  | Paris Texas            |
| 13 settembre 2025 | Goyang               | Corea del Sud   | KINTEX Hall 10                | Paris Texas            |
| 14 settembre 2025 | Goyang               | Corea del Sud   | KINTEX Hall 10                | Paris Texas            |
| 16 settembre 2025 | Pak Kret             | Thailandia      | Impact Arena                  | Paris Texas            |
| 20 settembre 2025 | Quezon City          | Filippine       | Araneta Coliseum              | Paris Texas            |
| 21 settembre 2025 | Quezon City          | Filippine       | Araneta Coliseum              | Paris Texas            |